# Stora Kalven, Västergötland
Stora Kalven är en sjö i Karlsborgs kommun i Västergötland och ingår i Motala ströms huvudavrinningsområde. Sjön har en area på 0,0635 kvadratkilometer och ligger 126 m ö.h.

## Delavrinningsområde
Stora Kalven ingår i det delavrinningsområde (650282-142271) som SMHI kallar för Utloppet av Björklången. Medelhöjden är 147 m ö.h. och ytan är 15,31 kvadratkilometer. Det finns inga delavrinningsområden uppströms utan avrinningsområdet är högsta punkten. Lummån som avvattnar avrinningsområdet har biflödesordning 3, vilket innebär att vattnet flödar genom totalt 3 vattendrag innan det når havet efter 177 kilometer. Delavrinningsområdet består mestadels av skog (70 %). Avrinningsområdet har 1,72 kvadratkilometer vattenytor vilket ger avrinningsområdet en sjöprocent på 11,2 %.